# Nichola Town
Nichola Town é uma cidade do norte da ilha de São Cristóvão, em São Cristóvão e Neves. É a capital da paróquia de Christ Church Nichola Town.